# Niko et l'Épée de Lumière
Niko et l'Épée de Lumière (Niko and the Sword of Light) est une série d'animation américaine en 24 épisodes de 24 minutes diffusée entre le 15 janvier 2015 et le 6 septembre 2019 sur Prime Video.

## Synopsis
Cette série se déroule dans un univers médiéval-fantastique. Elle raconte l'histoire de Niko, un jeune garçon de 10 ans qui est le nouveau Champion et qui doit vaincre le sorcier maléfique Nar-Est avec l'aide de la princesse Lyra, adolescente bloquée dans un corps de 14 ans depuis plus de 700 ans, de Mandok, un rongeur parlant, et de Minilune, un animal ressemblant à une abeille verte à tête de chat.

## Voix françaises
- Jackie Berger : Niko
- Fanny Bloc : Lyra
- Nicolas Marié : Mandok
- Norbert Haberlick : Broheim
- Céline Duhamel : Capitaine Nekton, Roxy la Buzèbre
- Nicolas Djermag : Diggantus, Dingle, Jackal, Rasper, Sargous, Skyna
- Benjamin Bollen : Prince of Whales
- William Coryn : Divers rôles
- Justine Berger : La reine des dauphins

 Sauf indication contraire ou complémentaire, les informations mentionnées dans cette section proviennent du générique de fin de l'œuvre audiovisuelle présentée ici.
 Source et légende : version française (VF) sur RS Doublage

## Épisodes
Le pilote a été mis en ligne le 15 janvier 2015, la première saison de treize épisodes le 20 juillet 2017, et la deuxième saison en deux parties de cinq épisodes chacun les 27 décembre 2018 et le 6 septembre 2019.